# Скрытый Тибет. История независимости и оккупации
Скрытый Тибет. История независимости и оккупации — книга, написанная С. Л. Кузьминым, выпущенная в 2010 году в издательстве А. А. Терентьева при поддержке фонда «Сохраним Тибет». Книга посвящена политической истории Тибета. Центральная идея книги заключается в том, чтобы, опираясь на исторические факты, продемонстрировать, что на протяжении всей своей истории Тибет никогда не был неотъемлемой частью Китая.
Презентация книги состоялась 10 марта 2010 года в Институте региональной прессы. На презентации английского издания книги, прошедшей 10 апреля 2012 года в Дхарамсале, выступил калон-трипа Лобсанг Сенге.

## Автор
Автор книги «Скрытый Тибет. История независимости и оккупации» — один из ведущих специалистов по истории Монголии начала XX в. — Сергей Львович Кузьмин, доктор исторических наук, кандидат биологических наук, ведущий научный сотрудник Института востоковедения РАН, почетный доктор Института истории и археологии Академии Наук Монголии.
А. А. Терентьев, выступивший ответственным редактором, и оказавший помощь в издании книги, — тибетолог из Санкт-Петербурга, главный редактор журнала «Буддизм России».

## Описание
Одной из основных целей книги является попытка определить международный статус Тибета, рассмотрев его политическую историю, взаимоотношения с Китаем и другими странами, дать оценку законности его современного положения. Основное внимание автор уделяет новой и новейшей истории Тибета.
Основной вывод автора состоит в том, что Тибет никогда не являлся безоговорочной частью Китая, а его нынешнее нахождение в составе КНР неправомерно и является оккупацией.
Рецензент Дмитриев С. В. отмечает, что несмотря на подробное изложение фактов и их научное изложение, С. Л. Кузьмин зачастую отклоняется от академического стиля изложения в публицистический.
Книга имеет большое количество иллюстраций, многие из которых опубликованы впервые.

## Издания книги
- Кузьмин С. Л. Скрытый Тибет. История независимости и оккупации. — СПб.: Нартанг. Издательство А. Терентьева, 2010. — 544 с. — 1000 экз. — ISBN 978–5-901941-23-2.
- Kuzmin S. L. Hidden Tibet. History of Independence and Occupation. — Dharamsala, 2012. — 536 с.
- Кузьмин С. Л. Нууц Төвд орон. Тусгаар тогтнол ба эзэгнэлийн түүх. — Улаанбаатар: Түвдийг хадгалж үлдье сан, 2011. — ISBN 978-0-9669571-4-3